# Araucaria montana
Araucaria montana là một loài thực vật hạt trần trong họ Araucariaceae. Loài này được Brongn. & Gris mô tả khoa học đầu tiên năm 1871.